# Songzhuang, Jiangsu
Songzhuang är en köping i Kina. Den ligger i provinsen Jiangsu, i den östra delen av landet, omkring 300 kilometer norr om provinshuvudstaden Nanjing. Antalet invånare är 31 006. Befolkningen består av 16 230 kvinnor och 14 776 män. Barn under 15 år utgör 18,0 %, vuxna 15-64 år 71 %, och äldre över 65 år 9,0 %.
Runt Songzhuang är det mycket tätbefolkat, med 1 632 invånare per kvadratkilometer. Närmaste större samhälle är Haitou, 16,9 km norr om Songzhuang. Trakten runt Songzhuang består till största delen av jordbruksmark.
Genomsnittlig årsnederbörd är 1 098 millimeter. Den regnigaste månaden är juli, med i genomsnitt 341 mm nederbörd, och den torraste är januari, med 10 mm nederbörd.